# Mense
La mense (du latin mensa, repas, table, d’où « ce qui sert à nourrir ») est le nom du revenu ecclésiastique attribué :
- soit à l’évêque ou à l’abbé — abbesse — (mense épiscopale ou abbatiale) ;
- soit aux chanoines ou aux moines (mense capitulaire ou conventuelle) ;
- soit au curé ou desservant (mense curiale ou mense priorale).

La mense est habituellement un patrimoine foncier dont les revenus servent à l’entretien de son ou de ses titulaires (évêque, abbé, chanoines, curé, etc.). Dans les abbayes en commende, la mense abbatiale est partagée en trois lots, un pour l'abbé commendataire, un pour la communauté religieuse et un autre dévolu au paiement des charges.